# 유니역
유니역(일본어: 由仁駅 ゆにえき[*])은 일본 홋카이도 유바리 군 유니정에 위치한 홋카이도 여객철도 무로란 본선의 철도역이다. 상대식 승강장 2면 2선의 구조를 갖춘 지상역이다.

## 타는 곳
| 1 | ■ 무로란 본선 | 상행 | 오이와케 · 도마코마이 방면 |
| 2 | ■ 무로란 본선 | 하행 | 구리야마 · 이와미자와 방면 |

## 이용 현황
- 1981년도 : 301명
- 1992년도 : 180명

## 역 주변
- 유니 정청
- 소라치 신용 금고 유니 지점
- 유니 강

## 인접 역
| 홋카이도 여객철도 무로란 본선 | 홋카이도 여객철도 무로란 본선 | 홋카이도 여객철도 무로란 본선 |
| ----------------------------- | ----------------------------- | ----------------------------- |
| 후루산 도마코마이 방면        | ■ 무로란 본선                 | 구리야마 이와미자와 방면      |